# Cecropis abyssinica
La rondine striata minore (Cecropis abyssinica (Guérin-Méneville, 1843))  è un grande uccello passeriforme della famiglia degli hirundinidae, endemico del Africa centro-meridionale.
Si riproduce nell'Africa sub-sahariana dalla Sierra Leone e dal Sudan meridionale al Sud Africa orientale.